# Shoah en Ukraine

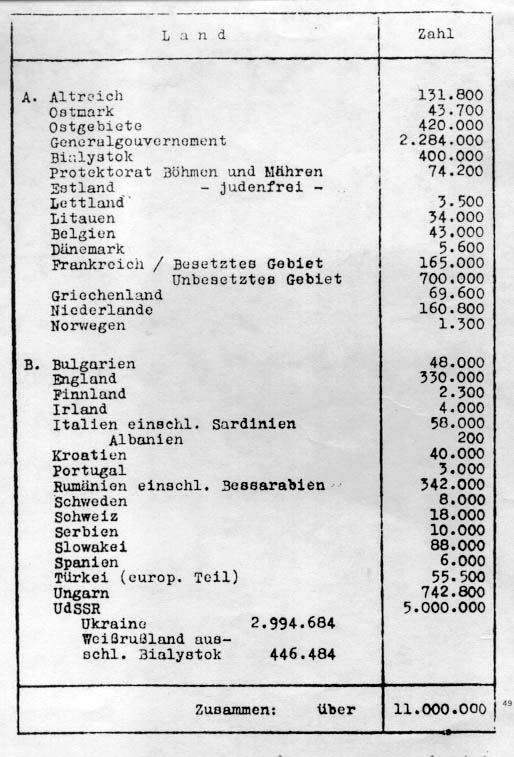
Liste des objectifs de la conférence de Wannsee

La Shoah en Ukraine recouvre les persécutions, les déportations et l'extermination subies par les Juifs ukrainiens du Reichskommissariat Ukraine, pendant l’occupation de la République socialiste soviétique d’Ukraine par l'Allemagne nazie lors de la Seconde Guerre mondiale. Entre 1941 et 1944, plus d'un million de Juifs ukrainiens ont été assassinés dans le cadre des politiques d'extermination mises en œuvre par le Generalplan Ost et la « Solution finale à la question juive ».

## Contexte
À l’issue de la Première Guerre mondiale, la disparition des empires centraux (Reich allemand, Autriche-Hongrie) et les bouleversements issus de la Révolution bolchévique en Russie entraînèrent la dislocation de l’Ukraine, éclatant son territoire et ses populations, notamment juives, entre les différents pays issus des traités de paix. Les Juifs connurent des situations différentes (selon les circonstances politiques et les territoires dans lesquels ils étaient implantés).
Si la brève République populaire d’Ukraine (janvier 1918-novembre 1920) donna le droit à la communauté juive de gérer ses institutions religieuses, culturelles et éducatives, des pogroms furent néanmoins perpétrés, auxquels participèrent toutes les forces nationales et politiques. La situation ne fut pas meilleure dans les régions ukrainiennes rattachées à la Pologne où la situation des Juifs commença à se détériorer avec le boycotts des entreprises et des magasins, système de quota officieux dans les établissements scolaires...
En Roumanie, la montée de l’antisémitisme et l’influence croissante des théories racistes et totalitaires se traduisirent par la formation de mouvements roumains nationalistes d’extrême-droite et la fascisation des partis indépendantistes ukrainiens. À l’opposé, la population juive de l’Ukraine Transcarpathienne rattachée à la Tchécoslovaquie connut entre les deux-guerres une existence paisible. À la suite des accords de Munich en 1938, la région fut finalement annexée par la Hongrie. Les Juifs commencèrent alors à être l’objet d’une politique de discrimination et de persécutions.

### Ukraine soviétique
Durant les premières années de mise en place du régime soviétique, les principales décisions laissaient à penser que les Juifs avaient enfin trouvé une patrie en URSS et, plus particulièrement, en Ukraine soviétique. Cependant, les années 1920-1930 furent marqués, dans les domaines économique et de la vie publique, par une terrible désillusion et par une succession de mesures qui annonçaient la « désintégration du monde Juif ». Il n’est guère que dans le domaine culturel que les années 1920-1930 correspondirent à un âge d’or. Élevé au rang de langue officielle, le yiddish se développa à grande échelle : utilisation dans certaines régions par les administrations, enseignement en yiddish dans des écoles d’état, foisonnement de journaux, revues, théâtres et salles de concert…
En 1939, on estime que la population juive en Ukraine s’élevait à 2 500 000 personnes (5 millions en URSS), représentant la deuxième plus importante communauté juive d’Europe. Cette même année, l’URSS annexa l’est de la Pologne en application du pacte germano-soviétique, puis, en juin 1940 la Bucovine du nord. Près de 300 000 Juifs, fuyant les territoires occidentaux de la Pologne annexée par l’Allemagne essayèrent de trouver refuge en URSS, notamment en Ukraine.

## Generalplan Ostau sein duReichskommissariat Ukraine

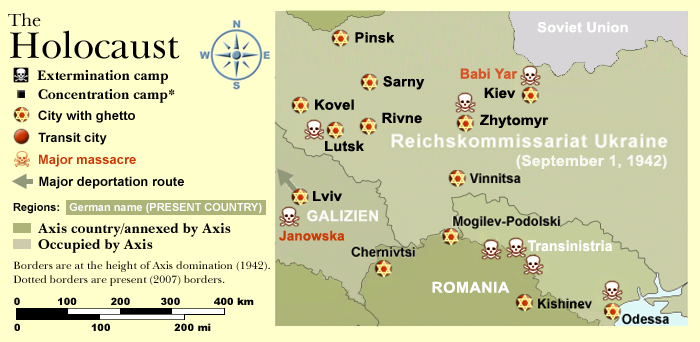
Carte de la Shoah en Ukraine.

Au début de la guerre, l'une des ambitions d'Hitler était d'exterminer, d'expulser ou de réduire en esclavage la plupart ou la totalité des Slaves de leurs terres d'origine afin de créer un « espace de vie » pour les colons allemands. Ce plan génocidaire devait être appliqué progressivement sur une période de 25 à 30 ans.
Selon l'historien William W. Hagen (en), le Generalplan Ost prévoyait une « décimation » de la population urbaine, par le travail ou la famine, notamment avec le plan famine, tandis que les concepteurs des projets coloniaux établissent des projets visant à l'extermination de 21 316 000 individus.

### Escadrons de la mort(1941-1943)

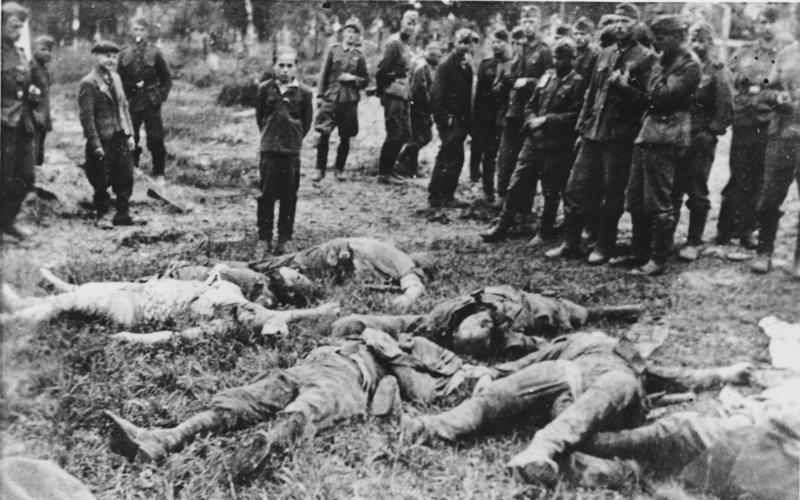
Le 5 juillet 1941 à Zboriv dénommée Zborów à l'époque, un jeune adolescent est amené sur les lieux du meurtre de sa famille gisant au sol. Il va ensuite être abattu d'une balle dans la nuque par l'officier nazi qui se trouve derrière lui.

Lorsque la Wehrmacht entra en Ukraine en juin 1941, les Juifs de l’Ouest, y compris les réfugiés qui avaient fui l’invasion de la Pologne à l’automne 1939, furent pris au piège. Quelques dizaines de milliers réussirent à s’enfuir, qui furent souvent rattrapés et tués par la suite. Les Kommandos des Einsatzgruppen s’en prirent d’abord aux « fonctionnaires communistes » et aux « membres de l’intelligentsia juive ». Cependant, dès les premières heures de la campagne, Himmler se rendit sur le terrain pour suggérer que femmes et enfants soient tués aussi systématiquement que les hommes. Désormais, ce que les nazis appelaient le « traitement des Juifs » d’Ukraine fut englobé dans la planification de la « solution finale de la question juive en Europe ».

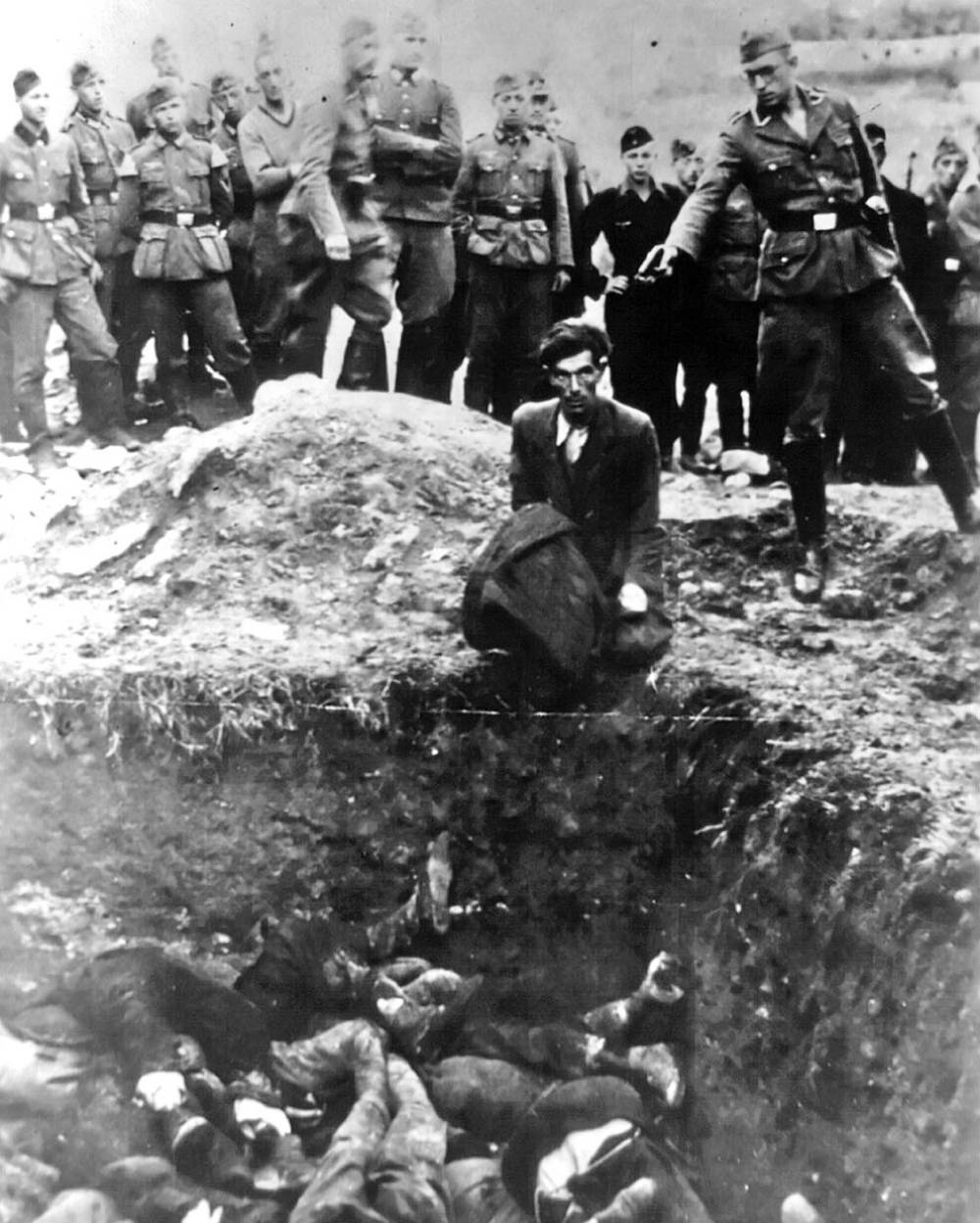
Un membre de l'Einsatzgruppe D s'apprête à tirer sur un homme assis près d'une fosse commune à Vinnytsia (Ukraine) en 1942. À l'arrière-plan se tiennent des membres de la Wehrmacht, du Reichsarbeitsdienst et des formateurs des jeunesses hitlériennes. Le verso de la photo porte l'inscription Le Dernier Juif de Vinnytsia.

Le nombre total de pertes civiles pendant la guerre et l'occupation allemande en Ukraine est estimé à quatre millions, dont près d'un million de Juifs assassinés par les Kommandos des Einsatzgruppen, des bataillons de l'Ordnungspolizei, la Wehrmacht et des collaborateurs nazis locaux. L'Einsatzgruppe C commandé par Otto Rasch a été affecté au nord et au centre de l'Ukraine ; l'Einsatzgruppe D d'Otto Ohlendorf a quant à lui opéré en Moldavie (au sud de l'Ukraine), en Crimée et, à compter de 1942, au nord du Caucase. Selon le témoignage d'Ohlendorf lors du procès des Einsatzgruppen, « les Einsatzgruppen avaient pour mission de protéger l'arrière des troupes en éliminant les juifs, les roms, les partisans communistes, les slaves non coopératifs et toutes personnes susceptibles de compromettre la sécurité ». Dans la pratique, les victimes étaient en majorité des civils juifs désarmés (il est à noter qu'aucun membre d'Einsatzkommando n'a été tué dans l'action au cours de ces opérations). Le musée du mémorial de l'Holocauste des États-Unis raconte l'histoire d'un survivant des tueries des Einsatzgruppen de Piryatin, en Ukraine, après l'assassinat de 1 600 juifs le 6 avril 1942, le deuxième jour de la fête juive Pessa'h :

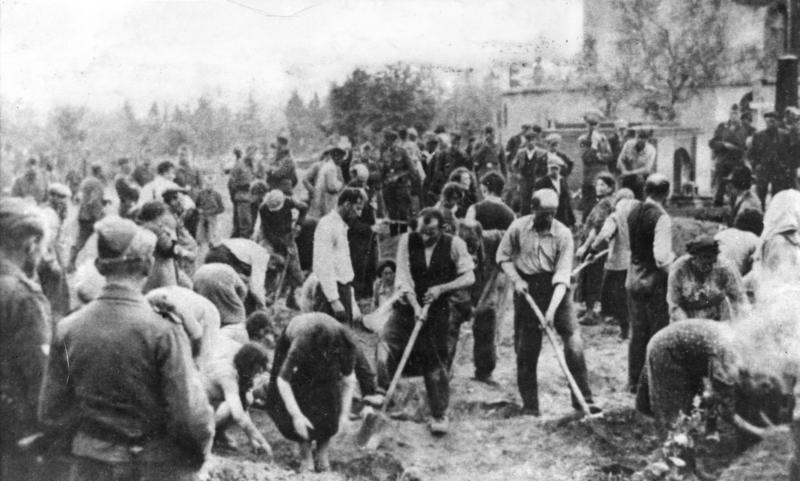
Les Juifs creusent leurs propres tombes avant leur exécution (Zboriv, le 4 juillet 1941).

« J'ai été témoin direct des massacres. À 17 h 00, ils ont donné l'ordre de « remplir les fosses ». Des cris et des gémissements venaient des fosses. Soudain, j'ai vu mon voisin Ruderman remonter de sous terre… Ses yeux étaient couverts de sang et il criait : « Finis-moi ! »… Une femme assassinée gisait à mes pieds. Un garçon de cinq ans a rampé sous son corps et a désespérément commencé à crier : « Maman ! » C'est la dernière chose que je me rappelle avant de tomber inconscient »

Du 16 au 30 septembre 1941, l'Einsatzgruppe D exécute 35 782 citoyens soviétiques, dont la plupart étaient Juifs. Ce massacre se déroule dans une zone proche de la ville de Mykolaïv ainsi que de la ville voisine de Kherson, au sud de l'Ukraine (ex-URSS).
Le massacre de Juifs le plus notoire en Ukraine s'est déroulé dans le ravin de Babi Yar, près de Kiev, où 33 771 Juifs furent assassinés par les nazis et leurs collaborateurs locaux, principalement le 201e bataillon Schutzmannschaft, les 29 et 30 septembre 1941 (d'autres massacres eurent lieu à cet endroit les mois suivants, faisant entre 100 000 et 150 000 morts Juifs, prisonniers de guerre soviétiques, communistes, Tziganes, Ukrainiens et otages civils). Les assassinats en masse à Kiev ont été décidés par le Generalmajor Friedrich Eberhardt, le commandant de la police du groupe d'armées Sud (SS-Obergruppenführer Friedrich Jeckeln) et le commandant de l'Einsatzgruppe C Otto Rasch. Cette mission fut assurée par les troupes de la SS et du SD, et des membres de la police de sécurité, assistés par la police auxiliaire ukrainienne. Les Juifs de Kiev se rassemblèrent au lieu ordonné, s'attendant à être embarqués dans des trains. La foule était suffisamment dense pour que la majorité ignorât ce qui se passait en réalité : Ils furent conduits à travers un corridor formé de soldats, roués de coups de crosse, puis forcés à se déshabiller et conduits au bord du ravin et exécutés. Un chauffeur de camion décrivit la scène :

« Des colonnes de Juifs étaient amenés, brutalisés par les Ukrainiens, forcés de se déshabiller et de s’allonger contre la paroi du ravin de 150 mètres de longueur, 30 mètres de largeur et 15 mètres de profondeur. Quand ils atteignirent le fond du ravin, ils furent saisis par des membres de la Schutzmannschaft et obligés de s'allonger au-dessus des Juifs déjà abattus. Les tireurs se mettaient derrière eux et les abattaient d’une balle dans la nuque, répétant l'action un à un… »

En Crimée (attribuée à l’Ukraine par Khrouchtchev après la Seconde Guerre mondiale mais république soviétique autonome au moment de l’invasion allemande) vivaient environ 65 000 Juifs. Lorsque les Allemands conquirent la région à l'automne 1941, environ 35 000 Juifs s’étaient réfugiés plus à l’Est et environ 8 000 autres avaient été mobilisés dans l’Armée rouge. Les Allemands trouvèrent donc environ 23 000 Juifs qui furent rapidement les victimes d’une machine génocidaire tournant désormais à plein régime sur le territoire soviétique.

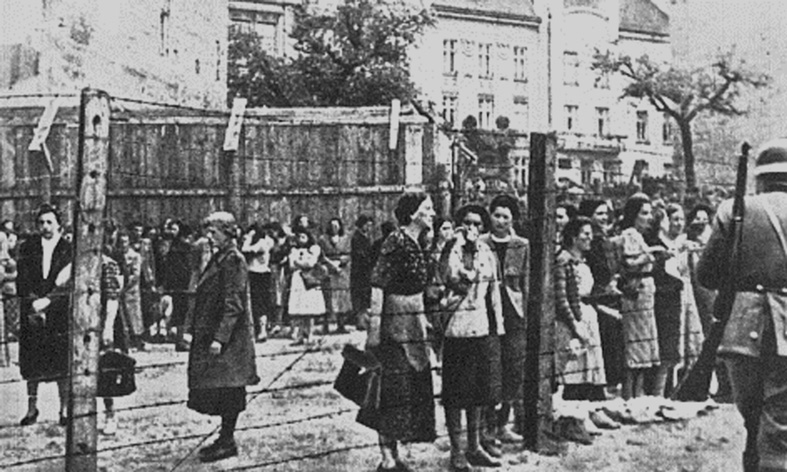
Le ghetto de Lvov en 1942.

À partir de septembre 1941, la conjonction entre les projets de Himmler et la volonté exterminatrice des collaborateurs ukrainiens incite à accélérer la cadence de l'extermination : sont alors initiées, dans les territoires de l'Est, des réflexions à la fois pour rationaliser les tueries et pour exterminer également les femmes et les enfants, en évitant que cela ne pose de problèmes de conscience aux bourreaux allemands. Divers solutions sont alors expérimentées à l'automne 1941, notamment le camion à gaz : le fourgon est hermétiquement fermé, les gaz d'échappement, entre autres le monoxyde de carbone, sont dirigés à l'intérieur du fourgon asphyxiant ainsi une quarantaine de personnes à chaque utilisation. Par ailleurs, sur le modèle du camion à gaz, les premières chambres à gaz, expérimentées en Ukraine et dans le Warthegau, reprennent ce mode de fonctionnement, mais sont fixes, avec un moteur à l'extérieur, les gaz d'échappement étant dirigés vers l'intérieur de la chambre, isolée de l'extérieur.

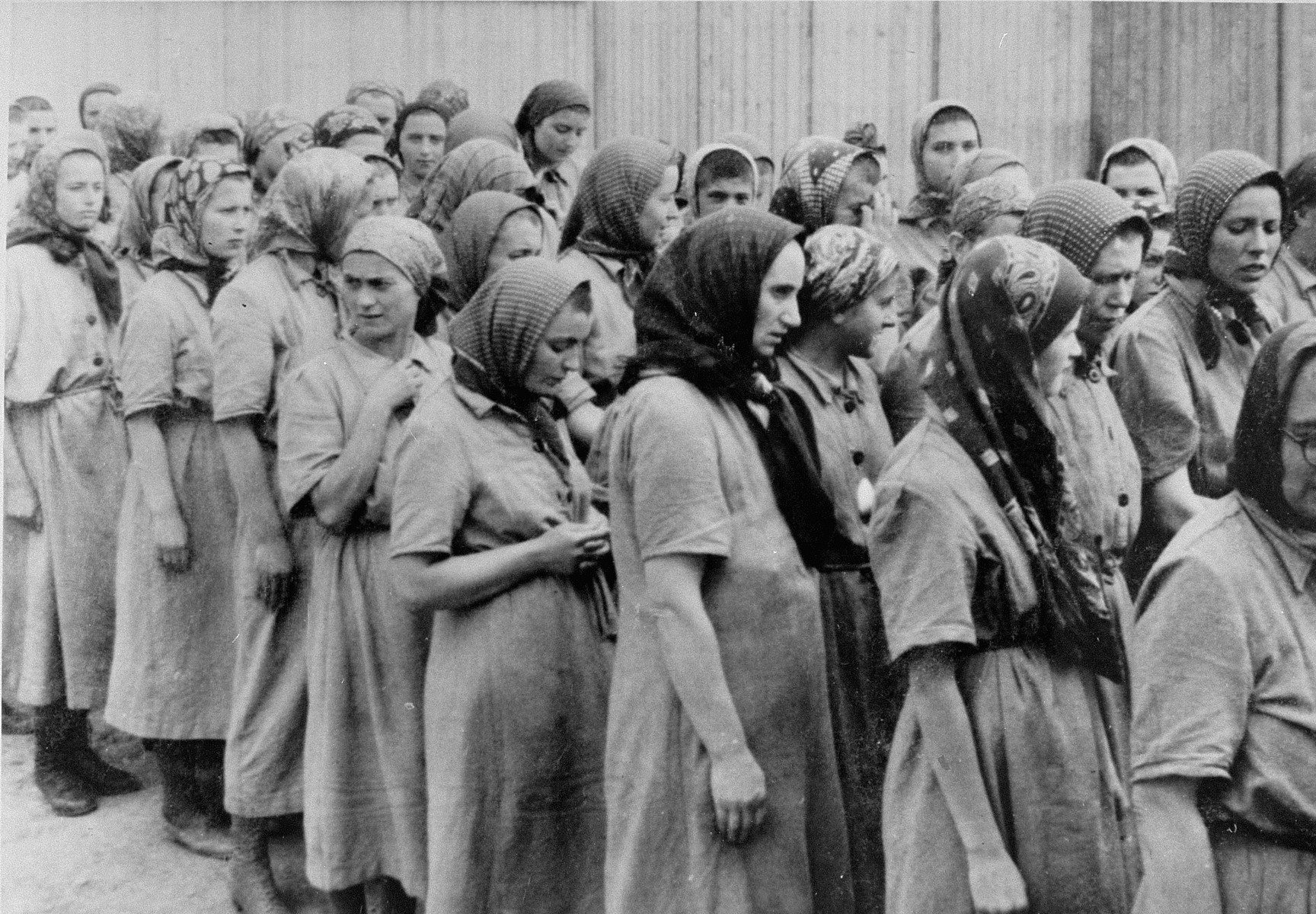
« Des femmes juives de la Rus subcarpatique qui ont été sélectionnées pour le travail forcé à Auschwitz-Birkenau, marchent vers leur caserne après avoir été désinfectées et rasées » (1944)

En effet, en Ukraine, comme dans le reste de l’Union soviétique, le Reich nazi n’avait pas la possibilité, du fait de la proximité du front, d’installer des centres d’extermination. Le plus souvent, le réseau ferroviaire était inapproprié à la déportation vers les centres d’extermination situés en Pologne. C’est pourquoi la « Shoah par balles » a continué, en Ukraine, jusqu'à la fin de l’occupation du pays par la Wehrmacht, début 1944. Seulement 20 % environ des Juifs d’Ukraine ont été déportés à Belzec, Sobibor et Auschwitz. Les 80 % restants des victimes ont été tués par les commandos SS ou leurs auxiliaires.

## Bilan des victimes

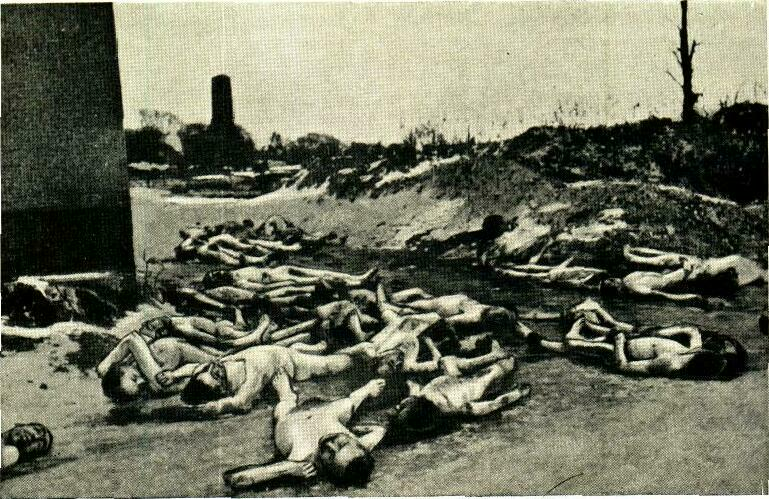
Juifs exécutés par le nazis au cimetière juif de Lwow, juin 1944

Pratiquement tous ceux qui n’ont pas pris la fuite furent tués en l’espace de deux ans et demi, entre juin 1941 et décembre 1943.
Jusqu'à la chute de l'Union soviétique, environ 900 000 Juifs auraient été assassinés dans le cadre de l'Holocauste en Ukraine. C’est l’estimation trouvée dans l'ouvrage d'histoire La Destruction des Juifs d'Europe de Raul Hilberg. À la fin des années 1990, l'accès aux archives soviétiques a augmenté l'estimation de la population juive d'avant-guerre et, par conséquent, celle du nombre de morts. Selon les estimations de Dieter Pohl publiés dans les années 1990, 1,2 million de Juifs ont été assassinés, augmentant à 1,6 million selon des études plus récentes. Selon l’historien ukrainien Alexandre Kruglov, on peut penser qu’un tiers environ des Juifs ukrainiens a échappé au génocide, ce qui signifie que, à l’inverse, environ 1,5 million de juifs ont trouvé la mort : 500 000 en 1941, plus de 700 000 en 1942 et 200 000 de 1943 jusqu'à l’abandon définitif de l’Ukraine par la Wehrmacht en 1944. Pour certains historiens, le chiffre de au moins 2 millions de morts est probablement sérieusement à envisager, car depuis 1917, et la révolution, il n'y avait pas de recensements, vu les crises, dont l'holodomor, mais des estimations, souvent discutables. Déjà, les derniers recensements réalisés pendant la période Tsariste, en 1909-1913, avaient des marges d'erreurs, et la forte immigration (dont en Amérique) rendaient difficiles les estimations fiables.   
Bon nombre de Juifs ayant trouvé refuge dans la forêt ont été tués ultérieurement par l'armée locale, l'armée insurrectionnelle ukrainienne ou d'autres groupes partisans lors de la retraite allemande. Selon l'historienne américaine Wendy Lower, « de nombreux auteurs, même s'ils avaient des objectifs politiques différents, ont tué des juifs et réprimé cette histoire ».

## Protagonistes de la Shoah en Ukraine
- Einsatzgruppe C et D (Einsatzgruppen)
- Unité spéciale de sabotage Abwehr / Brandemburg du bataillon Nachtigall
- Freiwilligen-Stamm-Regiment 3 & 4 (russes et ukrainiennes)
- Unités auxiliaires ukrainiennes[12] : Schutzmannschaft et Ukrainische Hilfspolizei

## Survivants notables
- Mina Rosner
- Roald Hoffmann
- Shevah Weiss
- Simon Wiesenthal
- Adam Daniel Rotfeld
- Mordechai Rokeach (en)
- Stefan Petelycky[13]

## Les sauveteurs

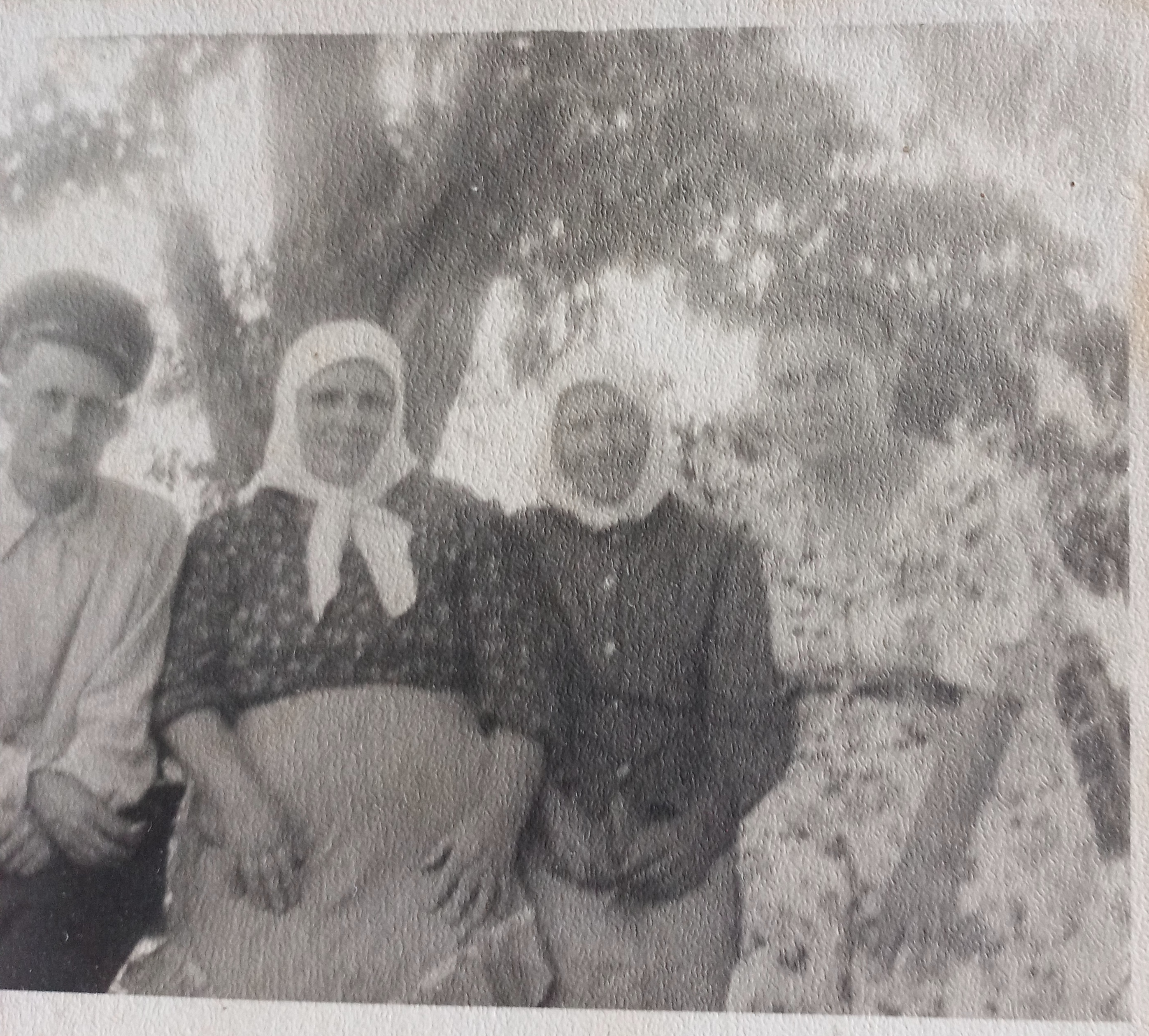
Loukia Stachenko (1879-1973), deuxième à partir de la droite, est l'un des civils qui ont sauvé d'autres civils, notamment des partisans et des juifs. Sa biographie est un exemple d’héroïsme. Cette femme avait déjà sauvé d’autres personnes pendant l’Holodomor de 1932-1933.

L'Ukraine se classe au 4e rang du nombre de personnes reconnues comme « Justes parmi les nations » pour avoir sauvé des Juifs pendant l'Holocauste, totalisant 2 515 personnes reconnues en date du 1er janvier 2015.
Les Shtundistes, un des groupes de protestants évangéliques de l'Empire russe, ont notamment aidé à cacher de nombreux Juifs.

## Principaux massacres

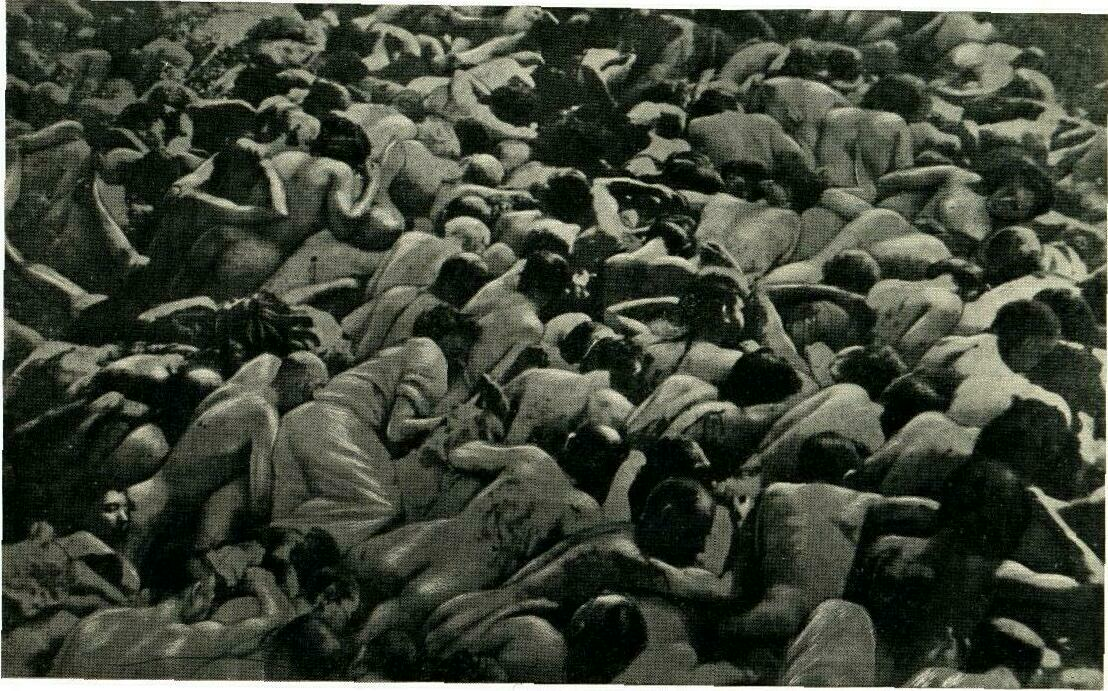
Des Juifs de Voïvodie de Tarnopol abattus par balles, dans un charnier à ciel ouvert près de Złoczów en Galicie, dans de l'oblast de Lviv - photographie présentée lors du procès de Nuremberg

- Babi Yar
- Bila Tserkva
- Dnipropetrovsk
- Feodosiya
- Ivano-Frankivsk
- Klevan
- Pogroms de Lviv
- Lwów
- Mezhirichi
- Mizoch
- Nikolaev
- Olyka
- Plyskiv (en)
- Terebovlia
- Jytomyr

### Découverte de charniers
Le père Patrick Desbois, dont le grand-père avait été déporté au stalag 325 à Rava Ruska, a entrepris depuis six ans un travail méthodique et de longue haleine sur l’histoire de l’extermination d’un million et demi de Juifs d’Ukraine : identifier et expertiser tous les sites d'exterminations des Juifs perpétrées par les unités mobiles nazies en Ukraine pendant la Seconde Guerre mondiale dans le but ultime d'offrir une sépulture décente à ces Juifs fusillés en Ukraine. Ces recherches, qui jusqu’à aujourd’hui se sont étendues sur un tiers environ du territoire concerné, ont permis la découverte d'environ cinq cents sites d’exécutions après des preuves balistiques retrouvées sur les sites, des indications de témoins de l'époque ou de l’expertise archéologique des fosses communes.
Selon l'historien Timothy D. Snyder, « la Shoah est intrinsèquement et organiquement lié au Vernichtungskrieg de 1941 ainsi qu'à la tentative de conquête de l'Ukraine par la germanisation ».

## Collaboration et difficile travail de mémoire
Le National Geographic rapporta :

« Bon nombre d’Ukrainiens ont collaboré : Selon l’historien allemand Dieter Pohl, [environ] 100 000 miliciens se sont joints à la police ukrainienne pour fournir une assistance essentielle aux nazis. Beaucoup d'autres membres du personnel des bureaucraties locales ont prêté main-forte lors des fusillades massives de Juifs. Les Ukrainiens, tels que l'infâme Ivan le Terrible de Treblinka, faisaient également partie des gardes qui géraient les camps de la mort allemands. »

Selon l'historien israélien de l'Holocauste, Yitzhak Arad, « En janvier 1942, une compagnie de volontaires Tatars fut créée à Simferopol sous le commandement de l'Einsatzgruppe 11. Ce commando a participé à des chasses à l'homme et à des meurtres anti-juifs dans les régions rurales ».
Selon le Centre Simon Wiesenthal (en janvier 2011), « l'Ukraine n'a, à notre connaissance, jamais mené une seule enquête sur un criminel de guerre nazi local, et encore moins poursuivi un auteur de l'Holocauste ». L’antisémitisme qui sévit dans l’URSS d’après-guerre compliqua encore un peu plus le travail de mémoire, les survivants et leurs familles se turent. Pour Tarik Cyril Amar, directeur des études au Centre pour l’histoire urbaine d’Europe de l’Est à Lviv, « il y a deux raisons principales qui expliquent le silence partiel des autorités sur cette question. Le fait que les pogroms, qui ont eu lieu avant l’arrivée des Allemands, ont été perpétrés par la population elle-même, et surtout le rôle de la police ukrainienne dans les massacres ». Des centaines de citoyens ukrainiens ont servi comme auxiliaires des nazis pendant les exactions. Sans oublier ces nationalistes ukrainiens, en lutte contre le régime soviétique et la domination russe, qui ont cru voir dans le nouvel occupant un allié.
Le sort des Juifs pendant la Seconde Guerre mondiale dérange dans le grand chantier de construction d’une histoire nationale de l’Ukraine. Une « concurrence des mémoires » s’est instaurée entre la « Shoah par balles » et les crimes soviétiques subis par l’Ukraine au XXe siècle, comme la terreur rouge, les grandes purges et les famines soviétiques. Dans ce contexte délétère, une partie des Ukrainiens voient leurs nationalistes, y compris les collaborateurs, comme des héros qui ont osé s’opposer à Staline, en occultant « pudiquement » les massacres auxquels ils ont pu participer, réduits au statut de « dégâts collatéraux », quand ils ne sont pas simplement et purement « justifiés » par le mythe du « judéo-bolchevisme » remis « au goût du jour ».

### Monuments et bâtiments subsistants
Parmi les traces subsistantes, certaines sont en ruines, d'autres reconstruites.

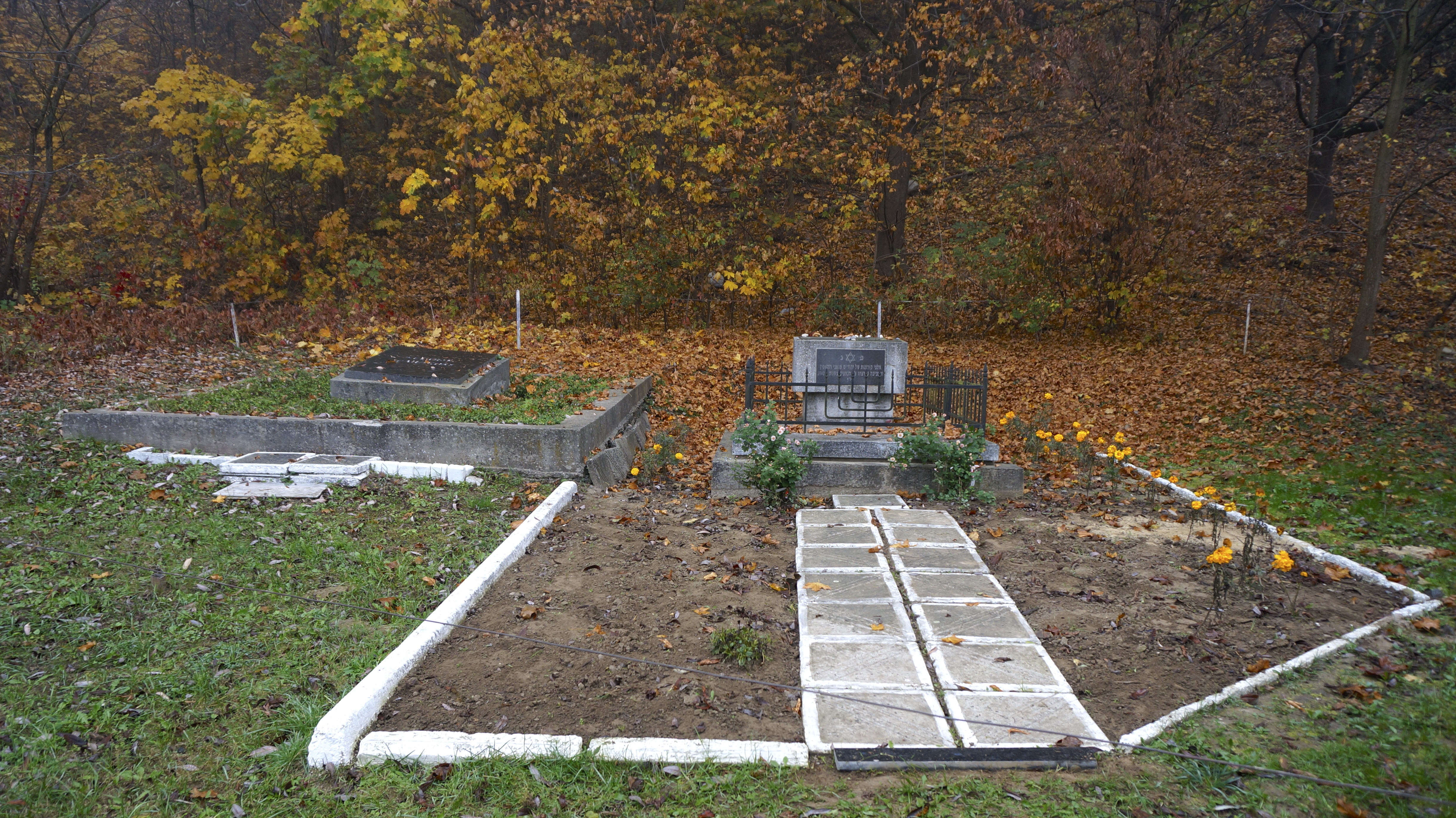
Mémorial au massacre du Ghetto de Rohatyn.
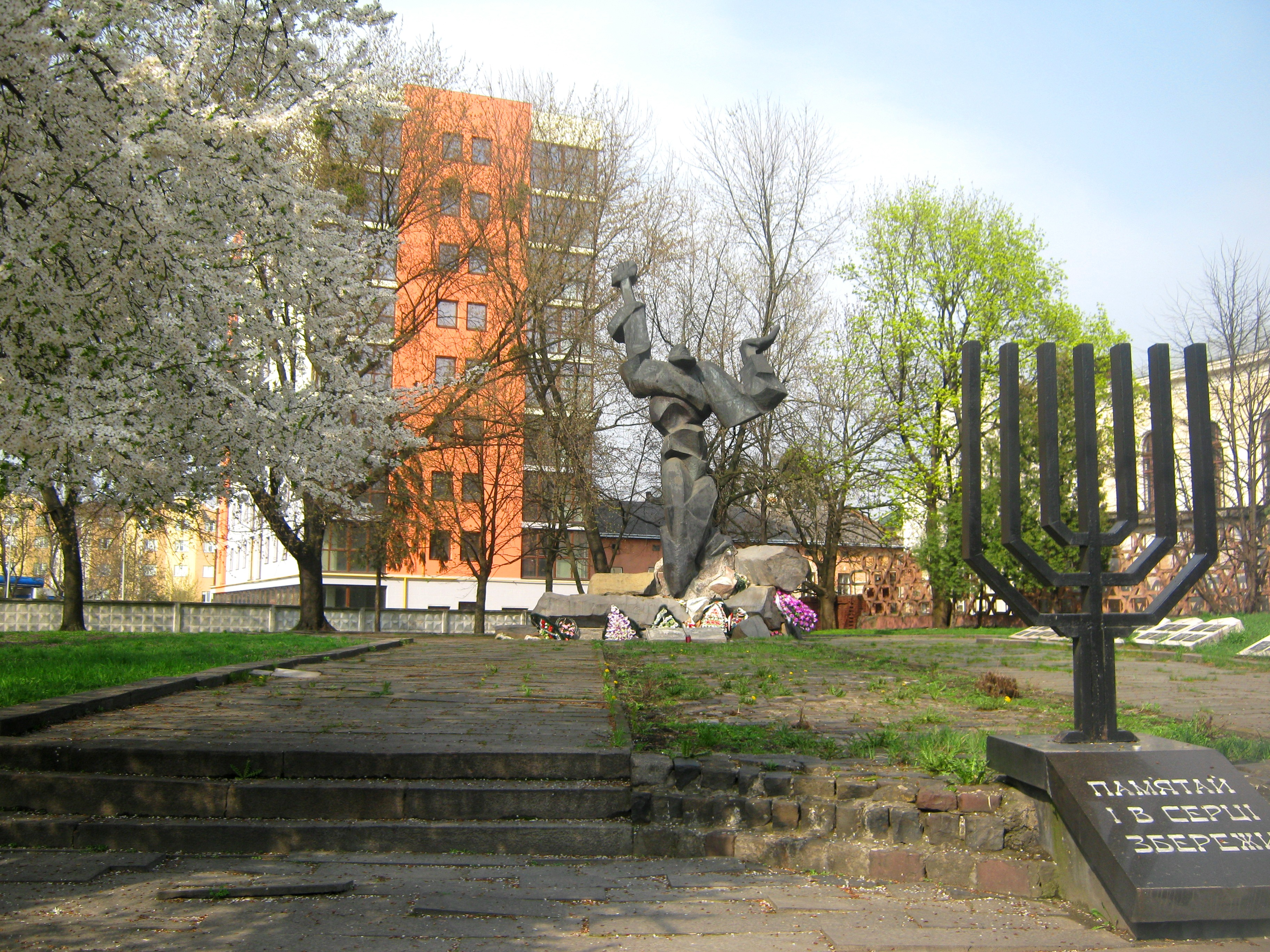
Mémorial du Ghetto de Lwów.
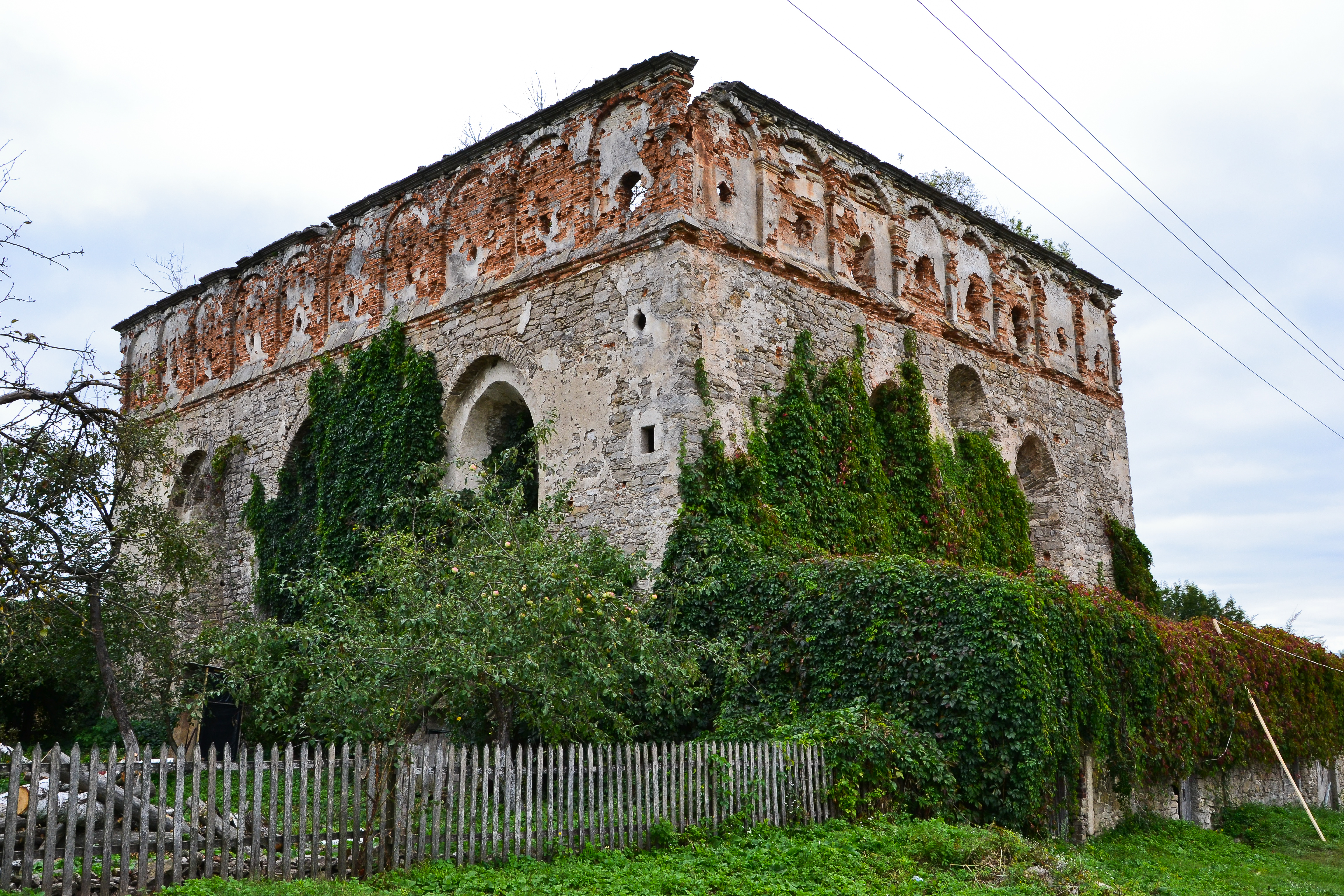
la synagogue de Sataniv en 2012.
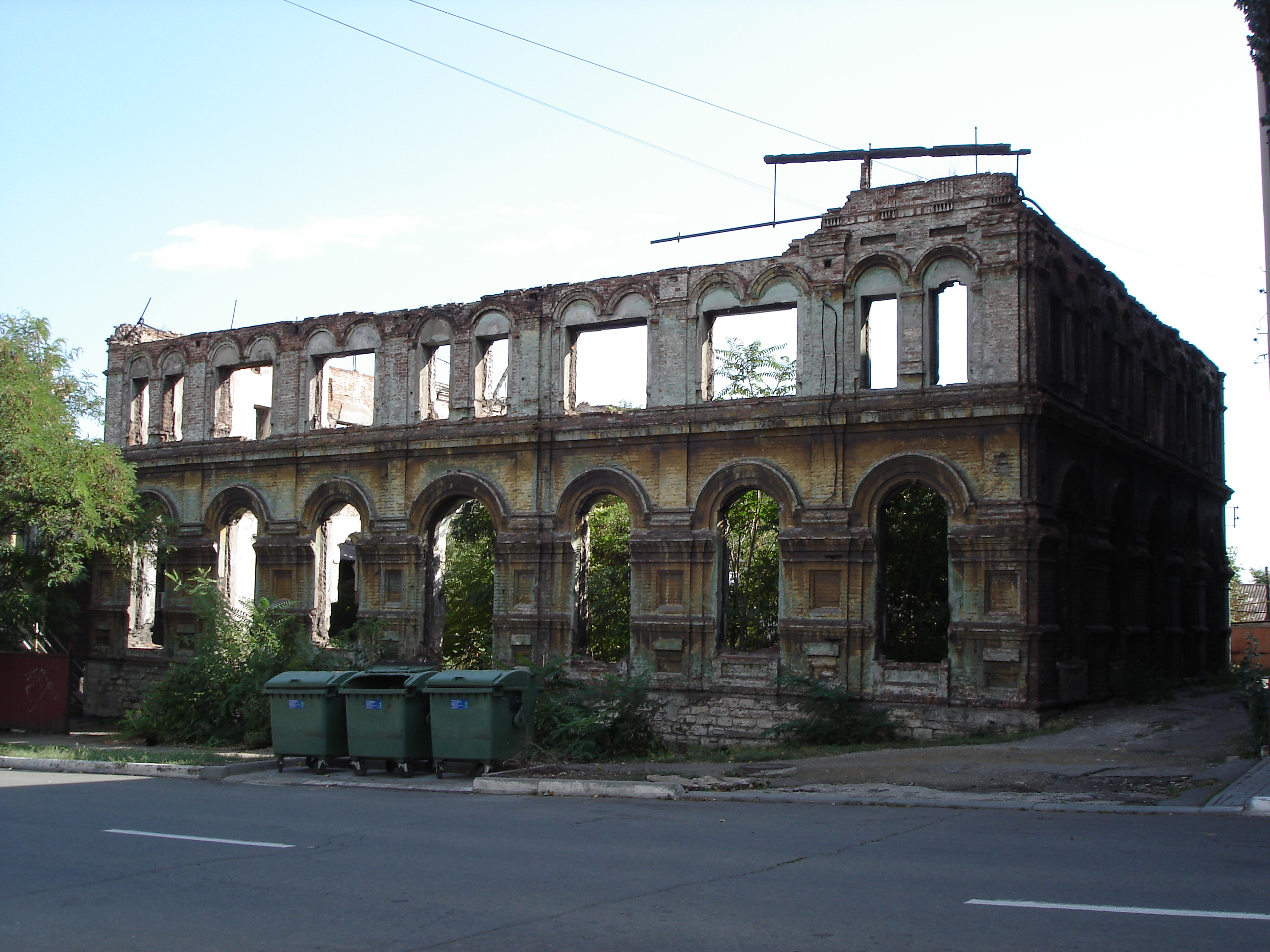
La Synagogue chorale de Marioupol.
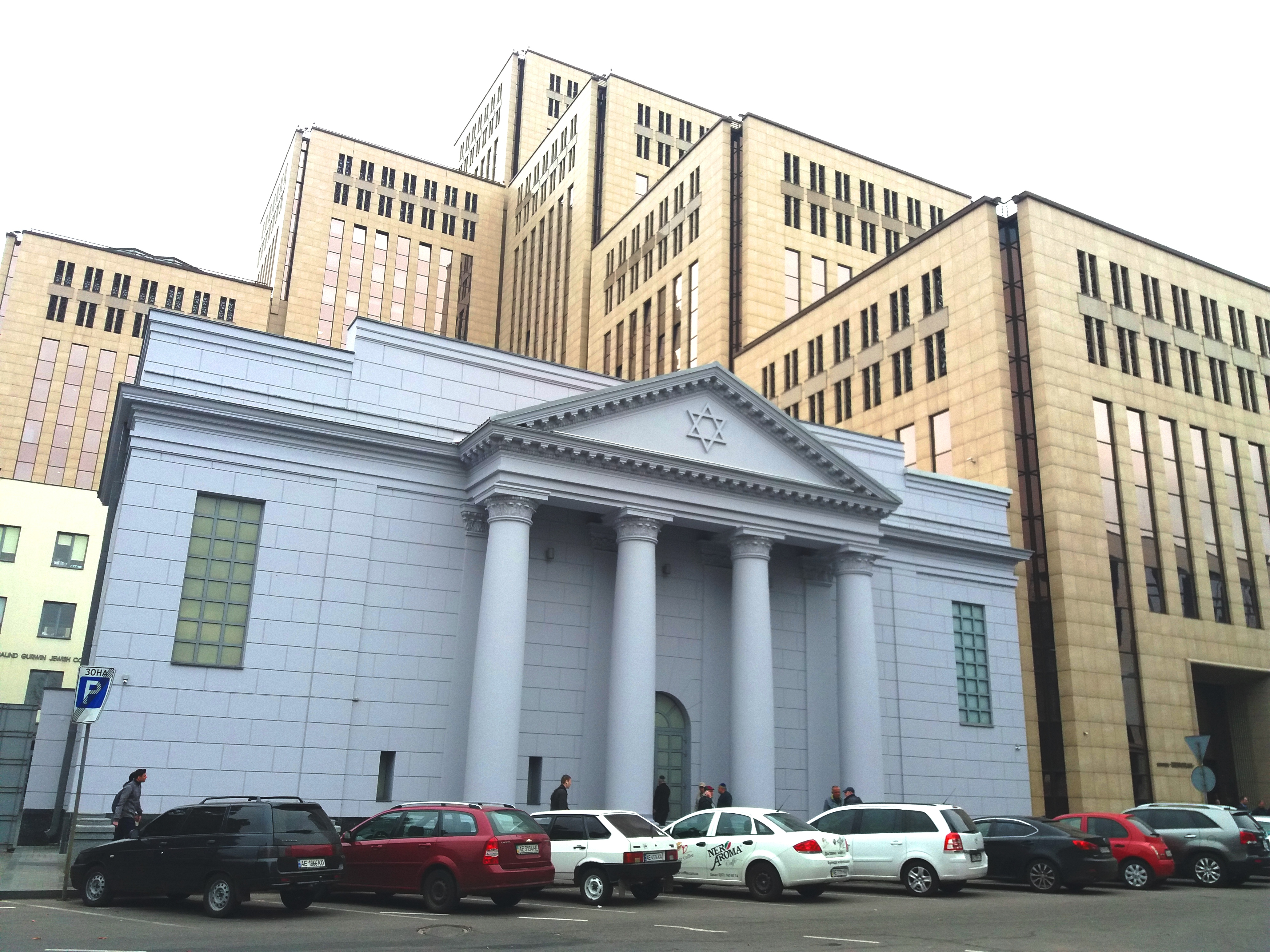
La Synagogue de la Rose d'Or.
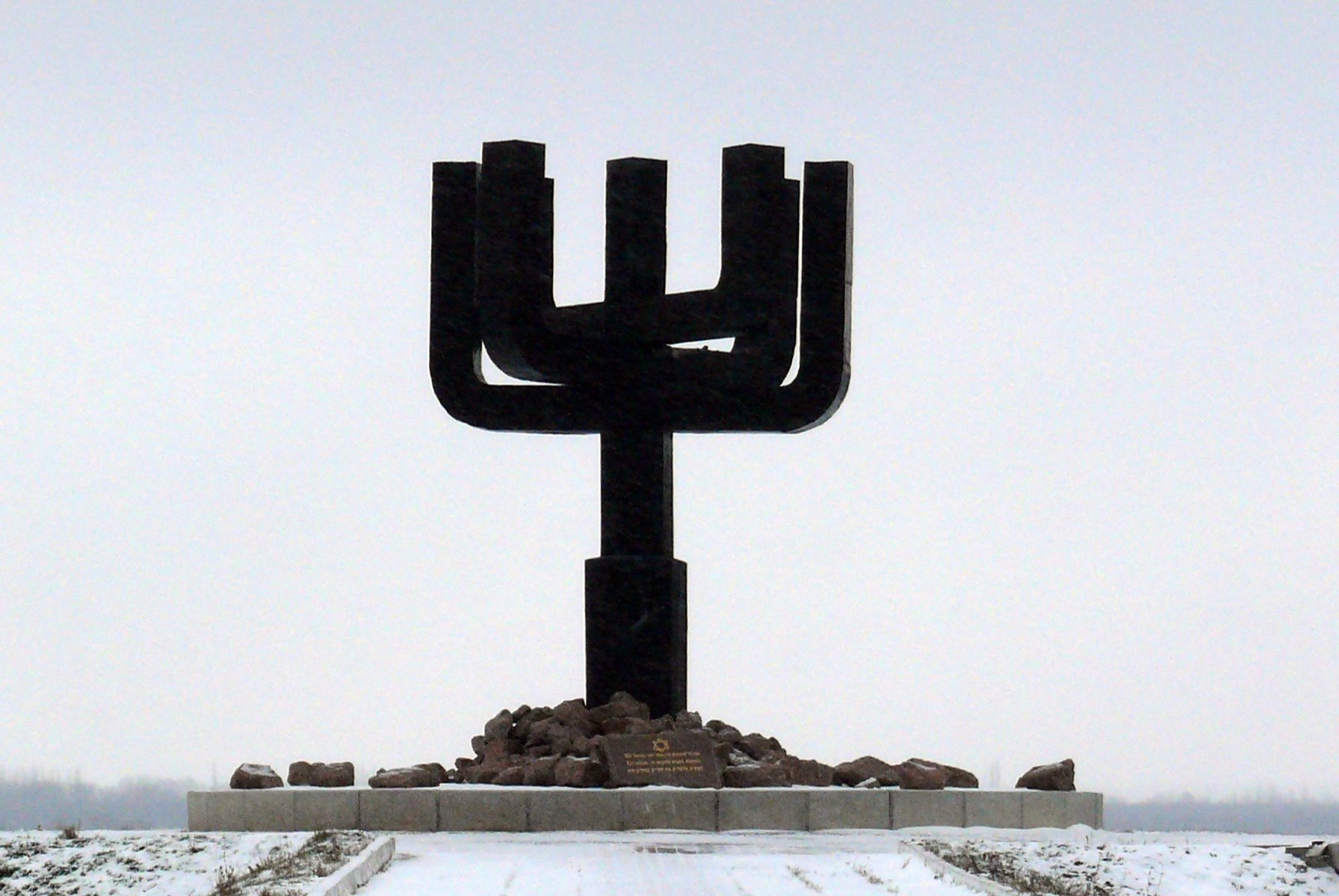
Mémorial de la Shoah en forme de Menorah à Drobytsky Yar.